# Flavor Flav
Flavor Flav, właściwie William Jonathan Drayton Jr. (ur. 16 marca 1959 r.) – amerykański raper i prezenter telewizyjny. Znany również ze spopularyzowania postaci hypemana i z zawołań "Yeah boy!" i "Flavor Flav" podczas występów.
Współpracuje ze stacją muzyczną VH1, wystąpił w jej kilku reality show, The Surreal Life, Strange Love i Flavor of Love.

## Dyskografia

### Albumy studyjne
- Flavor Flav (2006)

### ZPublic Enemy
- Yo! Bum Rush the Show (1987)
- It Takes a Nation of Millions to Hold Us Back (1988)
- Fear of a Black Planet (1990)
- Apocalypse 91… The Enemy Strikes Black (1991)
- Muse Sick-n-Hour Mess Age (1994)
- There’s a Poison Goin’ On (1999)
- Revolverlution (2002)
- New Whirl Odor (2005)
- Rebirth of a Nation (z Parisem) (2006)
- How You Sell Soul to a Soulless People Who Sold Their Soul? (2007)
- Most of My Heroes Still Don't Appear on No Stamp (2012)
- The Evil Empire of Everything (2012)